# Stazione di Ōme
La stazione di Ōme (青梅駅?, Ōme-eki) è una stazione ferroviaria all'interno dell'area metropolitana di Tokyo situata nella città di Ōme, lungo la linea Ōme della JR East.

## Linee
JR East
■ Linea Ōme

## Struttura
La stazione è costituita da un marciapiede a isola, con due binari passanti in superficie, collegato al fabbricato viaggiatori da un sottopassaggio dotato di scale fisse e ascensori. Sono presenti tornelli automatici con supporto alla bigliettazione elettronica Suica, distributori automatici di biglietti, biglietteria presenziata (disponibile dalle 7:00 alle 20:00) e servizi igienici.
| 1 | ■ Linea Ōme e Chūō (verso Tokyo) | per Haijima, Tachikawa, Shinjuku e Tokyo |
| 2 | ■ Linea Ōme                      | per Mitake e Okutama                     |

## Stazioni adiacenti
| «           | Servizio      | »          |
| Linea Ōme   | Linea Ōme     | Linea Ōme  |
| ----------- | ------------- | ---------- |
| Higashi-Ōme | Tutti i treni | Miyanohira |